# Andrew Nesbitt
Pour les articles homonymes, voir Nesbitt.
Andrew Nesbitt, né le 2 septembre 1960, est un pilote automobile de rallyes britannique d'Irlande du Nord.

## Biographie
Sa carrière en compétition automobile s'étale de 1995 (débuts sur Toyota Celica Turbo 4WD) à 2007.
James O'Brien a été son navigateur durant près de 10 ans, de 1998 à 2007.
Ses principaux succès ont été obtenus sur Subaru Impreza WRC.

## Palmarès

### Titres
- Double Champion d'Irlande des rallyes, en 2000 et 2002, copilote James O'Brien;
  - 4e du championnat d'Angleterre des rallyes, en 2002;

## 4 victoires en championnat d'Angleterre
- Rallye Jim Clark Mémorial: 2002, 2003 et 2004;
- Rallye d'Ulster: 2002;

## 12 victoires en championnat d'Irlande
- Rallye Donegal: 1998, 2000, 2002 (annulé), 2003 et 2006;
- Circuit d'Irlande: 2002;
- Rallye des Lacs: 2002 et 2005;
- Rallye Jim Clark Mémorial: 2002, 2003 et 2004;
- Rallye d'Ulster: 2002;
- Rallye Cork: 2002.